# أودا نوبوناغا
أودا نوبوناغا (織田 信長، [o.da (|) no.bɯ(ꜜ).na.ɡa, -na.ŋa] ; 23 يونيو 1534 – 21 يونيو 1582) هو قائد ياباني ومن أكبر الجنرلات الذين عرفهم تاريخ البلاد. كان أول الثلاثة الذين ساهموا في توحيد اليابان بعد فترة الانقسامات.

## النشأة والصعود
ولد «نوبوناغا» سنة 1534 في قلعة ناغويا في مقاطعة أواري، ورث ولما يبلغ الـ17 من العمر بعد الحكم عن والده الذي كان سيدا على منطقة أواري، كانت تركة أبيه له تتمثل في القلعة والأراضي المحيطة بها. انطلاقا من أراضي عشيرته (عشيرة أودا) المتواضعة في منطقة أو-واري(尾張) وعلى امتداد الـ31 سنة المقبلة ارتقى نوبونوغاوتوسع شيئا فشيئا ثم هزم منافسيه من العشائر الأخرى، رغم تفوقهم في العدة والعدد حتى دانت له بلاد اليابان بأكملها.
لم يتورع عن إزاحة كل من كان يقف في وجه طموحاته، قام بتصفية أخيه «نوبويوكي» (信行)، ثم نفى والديه حتى يحد من نفوذهم عليه. بدأ سنة 1560 م أولى مواجهاته مع «إيماغاوا يوشي-موتو» (今川 義元) سيد عشيرة الـ«إيماغاوا» القوية. على رأس قوة مشكلة من 3000 رجل فقط استطاع «نوبوناغا» أن يهزم خصمه وجيشه الذي عد 25.000 جندي في «مَعْرَكة أوَكيهَازَاما» (桶狭間). بعد هذا الحدث تمكن «نوبو ناغا» من أن يوسع ممتلكاته، كما انطلق في مغامرته الجديدة لتوحيد كامل البلاد تحت إمرته. كان تحالفه مع «توكوغاوا إيئه-ياسو» (徳川 家康)، من أحسن المناورات التي أنجزها في حياته، وفّر له حليفه الجديد غطاءً يحمي به ظهره، ركز بعدها جهوده على الجبهة الغربية للبلاد. بعد أقل من 8 سنوات ارتقى «نوبوناغا» ثم أصبح السيد المطلق على البلاد عندما استولى على «كيوتو» (العاصمة الإمبراطورية) سنة 1568 م. قام بعدها بتعيين الشوغون الجديد «أشيكاغا يوشي-آكي» ((w:ja:足利義昭))، والذي كان يتمتع بصلاحيات محدودة جدا.

## المغامرة الجديدة
لم يتوقف طموح «نوبو ناغا» عند هذا الحد. بدأ حملات جديدة كان هدفها الحد من هيمنة بعض كبار الزعماء. قام سنة 1573 م بخلع آخر الـ«شوغونات» («باكوفو» 幕府) من أسرة الـ«أشيكاغا»، ورغم إلحاح الإمبراطور رفض «نوبوناغا» أن يتلقب بالـ«شوغون» (将軍)، مكتفيا بلقب آخر كان رمزيا أكثر.

## الحاكم المطلق
بدأ خصوم «نوبو ناغا» في لم شملهم، فقام تحالف مشكل من الشوغون الحاكم وعشيرته الـ«أشيكاغا» و«تاكيدا شين-غين» (武田 信玄) أحد أشهر الزعماء الإقطاعيين في عصره وأكبرهم طموحا. استطاع التحالف الجديد أن يهزم «نوبو ناغا» في معركة «ميكاتاغاهارا». إلا أن الأخير لم يلبث أن أعاد الأمور إلى نصابها عندما هزم خصومه في معركة حاسمة أخرى هي «مَعْرَكة نٌاغاشِينو» (سنة 1575 م). كان «نوبو ناغا» أول القادة من الـ«دائي-ميو» في استعمال البنادق الغربية والتي استجلبت حديثا إلى البلاد.
بعد سلسلة انتصاراته، تشكل ضده تحالف جديد من القادة الإقطاعيين الكبار (الـ«دائي-ميو») ورجال الكهنوت البوذيين. حتى يحد من سيطرة الأديرة البوذية والكهنوتيين البوذيين، أخذ «نوبوناغا» يشجع الحركات التبشيرية في البلاد. سنة 1580 م سقطت آخر القلاع البوذية في اليابان، دير «أوساكا» في يد «نوبوناغا»، أتم بعدها عملية إخضاع بقية خصومه. مع حلول عام 1582 م أصبح «نوبوناغا» سيد اليابان بلا منازع.

## النهاية
كانت نهاية «نوبوناغا» مأساوية، إذ لم تمهله الظروف حتى يكمل مهمته. كان «نوبوناغا» في جمع من أتباعه في الطريق إلى مكان تواجد تابعه "تويوتومي هيده-يوشي" (豊臣 秀吉) والذي طلب المعونة من سيده. قام أحد كبار أتباع «نوبوناغا» وقادته وهو "أكيشي ميتسوهيدي" (w:ja:明智光秀) ع (1526-1582 م) باستغلال الموقف (انكشاف «نوبوناغا»)، فهاجم على رأس قواته موكب «نوبوناغا» وحاصرهم أثناء إقامتهم في معبد "هونو جي" ((w:ja:本能寺)) بالقرب من "كيوتو" لتمضية الليلة. بعد خيانة قائده وتحققه من الهزيمة، فضل «نوبوناغا» أن يضع حدا لحياته، فانتحر ("تسمى العملية "سيبوكو") برفقة أحد أبنائه، بينما كانت النيران التي أشعلها جنود "ميتسوهيده" تلتهم المعبد.
بعد وفاة «نوبوناغا» قام تابعه «تويوتومي هيده-يوشي» بمتابعة جهوده لتوحيد البلاد من بعده.

## روابط خارجية
- أودا نوبوناغا على موقع الموسوعة البريطانية (الإنجليزية)